# El Hijo del Ahuizote
El Hijo del Ahuizote fue un periódico - revista satírica mexicana fundada en 1885 por Daniel Cabrera Rivera y Manuel Pérez Bibbins, junto con Juan Sarabia. En julio de 1902, Ricardo y Enrique Flores Magón arrendaron la publicación y se encargaron de la edición. Durante esta época se caracterizó por su oposición al régimen de Porfirio Díaz a través de la difusión de caricaturas. El ahuizote es la nutria o perro de agua, animal que tiene lugar en la mitología mexica; la palabra proviene del náhuatl "ahuízotl", a(tl), que significa "agua", y de huiz(tli), que significa "espina". En aquel tiempo, Díaz no toleró las críticas a su gobierno y desató una fuerte represión contra la prensa independiente que se atrevía a cuestionarlo. Muchos periodistas fueron asesinados o encarcelados, las publicaciones eran suspendidas y las imprentas, clausuradas o destruidas.

## Antecedentes
El antecedente del periódico fue El Ahuizote. Este último fue fundado por José María Villasana. Años después,  Daniel Cabrera y Manuel Pérez Bibbins tuvieron la idea de hacer un periódico crítico contra Díaz, al cual llamaron El Hijo del Ahuizote porque, decía, el hijo sí salió rezongón (es decir, contestador, que no obedece las leyes ni al padre mismo).
Díaz ordenó clausurar El Hijo del Ahuizote y, desafiando la censura de Díaz, sus editores volvieron a publicar el periódico con la misma línea editorial. El gobierno de Díaz decretó que ningún periódico o escrito de los Flores Magón podría publicarse en México, bajo pena de dos años de cárcel, una multa de 5 pesos y el decomiso de la imprenta para el impresor que se atreviera.

## Principales ideas
Apareció el primer número el 23 de agosto de 1885. La primera edición se vendió rápidamente, y se hicieron una segunda y tercera tiradas, que también se agotaron.
El diario defendía principalmente el ideario liberal mexicano, que en ese momento se rebelaba contra el mandato del presidente Díaz. El Fígaro, seudónimo de Daniel Cabrera Rivera y el bando liberal perteneciente al diario, satirizaba al régimen porfirista, y se aventuraba en temas que parecían difíciles de abordar dada la época, poniendo en riesgo su libertad e incluso su vida.
The Two Republics, el periódico de la colonia estadounidense, se refirió a él como el Punch ("puñetazo", en inglés) o bien el Judge ("juez") o bien el Puck de México. y eso es todo

## La Constitución ha muerto

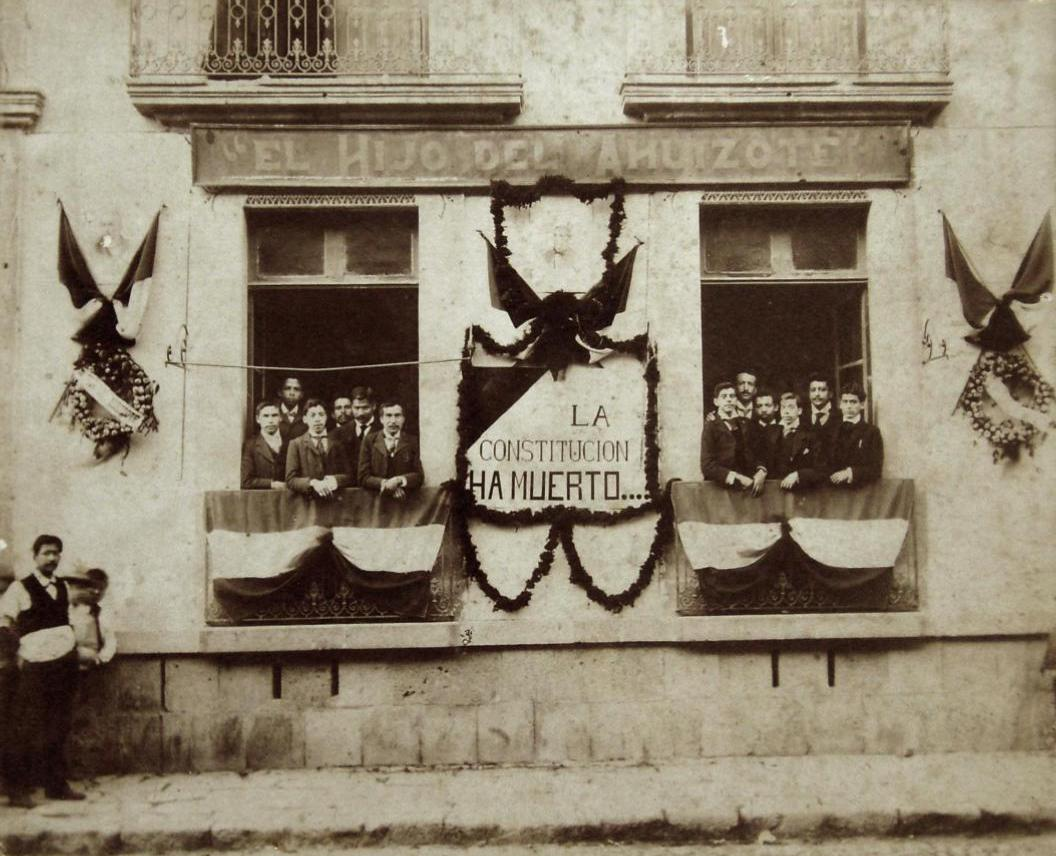
Protesta en las oficinas del periódico en 1903.

El 5 de febrero de 1903 (en el 46° aniversario de la promulgación de la entonces vigente Constitución), sobre el balcón de las oficinas del periódico se colgó una manta que leía: LA CONSTITUCIÓN HA MUERTO, en abierto desafío al gobierno del General Díaz.

## Casa deEl Hijo del Ahuizote
La Casa del Hijo del Ahuizote permaneció abandonada hasta el 2007, año en que fue reconocida en las fotografías tomadas el 5 de febrero de 1903.
En el 2008, Diego Flores Magón Bustamante, bisnieto de Enrique Flores Magón, propuso al Fideicomiso del Centro Histórico un proyecto de rehabilitación del inmueble de La Casa del Hijo del Ahuizote, que afortunadamente tuvo buena recepción. En el 2010, se destinaron recursos para iniciar el rescate, y en el 2012 se concluyó la obra. El organismo aportó, en dos años, un total de cuatro millones de pesos. Hasta la fecha, ha tenido una magnífica recepción del gobierno y del público, porque El Hijo del Ahuizote fue un medio de oposición a un régimen dictatorial y emblema de la libertad de expresión. A partir de él, se ha construido un proyecto cultural. El 5 de febrero del 2013, se inauguró el centro cultural Casa de El Hijo del Ahuizote, el edificio donde tuvo su redacción el periódico antiporfirista y que hoy en día alberga el archivo de los hermanos Flores Magón. La colección contiene alrededor de 35 mil documentos digitalizados, entre los cuales se encuentran las publicaciones de El Hijo del Ahuizote.
El edificio restaurado que alberga hoy en día La Casa de El Hijo del Ahuizote se encuentra en la calle República de Colombia número 42, en el Centro Histórico de la Ciudad de México.